# Camilla Ravera
Camilla Ravera (ur. 18 czerwca 1889 w Acqui Terme, zm. 14 kwietnia 1988 w Rzymie) – włoska polityk komunistyczna, działaczka na rzecz praw kobiet, pierwsza kobieta uhonorowana we Włoszech godnością dożywotniego senatora.

## Życiorys
Pracowała w Turynie jako nauczycielka, zaangażowała się w działalność Włoskiej Partii Socjalistycznej. W 1921 była wśród założycieli Partii Komunistycznej. Została z niej usunięta w 1943 na kilka lat za krytykę Józefa Stalina i paktu Ribbentrop-Mołotow. Za działalność antyfaszystowską została w 1930 aresztowana, następnie skazana na karę 15 lat pozbawienia wolności; zwolniono ją po pięciu latach więzienia.
Od 1948 do 1958 sprawowała mandat posłanki do Izby Deputowanych I i II kadencji.
8 stycznia 1982 prezydent Włoch Sandro Pertini w uznaniu zasług powierzył jej godność dożywotniego senatora (jako pierwszej kobiecie w historii). Camilla Ravera zasiadała w Senacie VIII, IX i X kadencji do czasu swojej śmierci.